# Anaspis stussineri
Anaspis stussineri is een keversoort uit de familie bloemspartelkevers (Scraptiidae). De wetenschappelijke naam van de soort is voor het eerst geldig gepubliceerd in 1909 door Fleischer.